# 萨尔特河畔尚波
萨尔特河畔尚波（法語：Champeaux-sur-Sarthe，法語發音：[ʃɑ̃po syʁ saʁt] ⓘ）是法国奥恩省的一个市镇，属于莫尔塔涅欧佩什区。

## 地理
萨尔特河畔尚波（48°34'36"N, 0°26'33"E）面积9.49 平方千米，位于法国诺曼底大区奧恩省，该省份为法国西北部内陆省份，北起顺时针与卡爾瓦多斯省、厄尔省、厄尔-卢瓦省、萨尔特省、马耶讷省和芒什省接壤。
与萨尔特河畔尚波接壤的市镇（或旧市镇、城区）包括：萨尔特河畔圣斯科拉斯、奥埃讷河畔巴佐什、比尔、圣欧班德库特赖、圣日耳曼德马蒂尼。

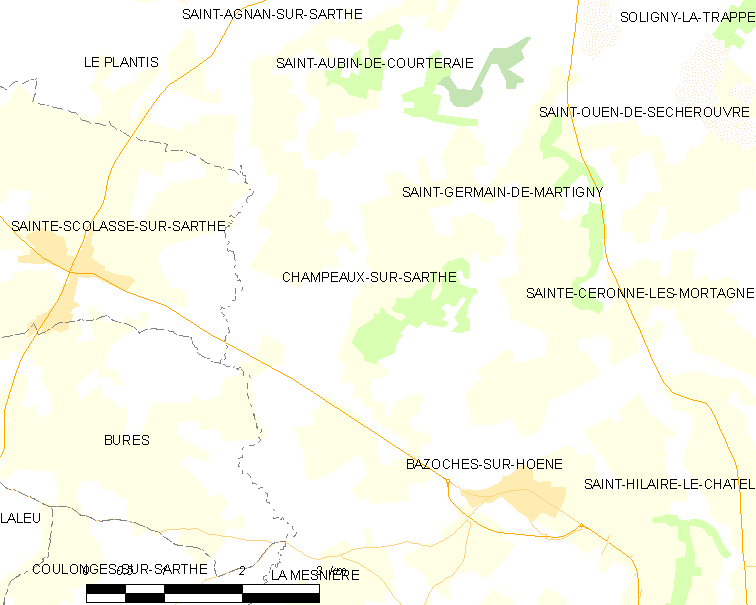
萨尔特河畔尚波的OSM定位图

萨尔特河畔尚波的时区为UTC+01:00、UTC+02:00（夏令时）。

## 行政
萨尔特河畔尚波的邮政编码为61560，INSEE市镇编码为61087。

## 政治
萨尔特河畔尚波所属的省级选区为莫尔塔涅欧佩什县。

## 人口

1962-2008年间萨尔特河畔尚波人口变化图示

萨尔特河畔尚波于2022年1月1日时的人口数量为160人。